# Guerre de réforme
 (juin 2019).
Pour des articles plus généraux, voir Intervention française au Mexique et Second Empire mexicain.

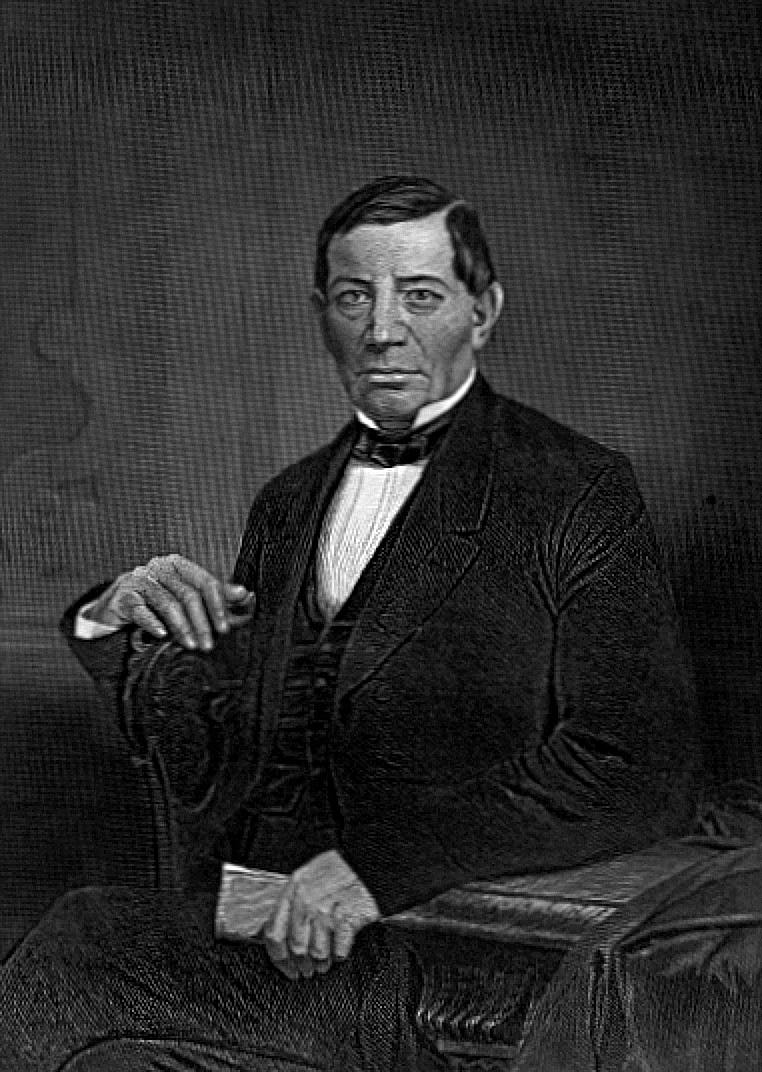
Le libéral Benito Juárez Garcia

La guerre de réforme ou guerre des trois années a été une guerre civile au Mexique qui oppose, entre 1857 et 1861, les libéraux à l'Église catholique, soutenue et encouragée par le pape Pie IX, cette dernière étant très influente dans les affaires de l'État mexicain,.
Benito Juárez Garcia, d'origine indigène, accède à la présidence en 1858, mais ne parvient pas à maîtriser la dette extérieure du pays. Une crise politique éclate et divise les classes dirigeantes. De retour au pouvoir en 1861, le président mexicain Benito Juárez suspend les paiements aux créanciers européens de l'État mexicain et harcèle les étrangers qui y résident. Au vu de cette instabilité, Napoléon III décèle l'occasion de mettre en place outre-Atlantique un régime politique qui soit favorable aux intérêts de l'empire français et du catholicisme. Cela éviterait que les États-Unis d'Amérique étendent leur mainmise sur l'isthme de Panama, ce qu'ils avaient fait plusieurs fois déjà depuis 1846 (signature du traité Mallarino-Bidlack avec la Colombie), ou qu'à la suite de la ruée vers l'or californien ils s'intéressent aux gisements d'argent du nord-ouest du Mexique.
L'empereur escompte que grâce à un rapprochement avec ce pays « nous aurons rétabli notre influence bienfaisante au centre de l'Amérique, et cette influence, en créant des débouchés immenses à notre commerce, nous procurera les matières indispensables pour notre industrie ». Le modèle qu'offrirait aux précaires républiques d'Amérique latine une monarchie catholique prospère établie au Mexique les gagnerait bientôt par contagion, créant ainsi un contrepoids à la sphère protestante. Les opposants au régime de Benito Juárez réfugiés en France ont en effet donné à croire au chef de l'État que le peuple mexicain abhorre le régime républicain et appelle un souverain de ses vœux. « Il est contraire à mes intérêts, à mon origine et à mes principes d'imposer un gouvernement quelconque au peuple mexicain, qu'il choisisse en toute liberté la forme qui lui convient, je ne lui demande que la sincérité dans ses relations extérieures, je ne désire qu'une chose, c'est le bonheur et l'indépendance de ce beau pays sous un gouvernement stable et régulier »,.